# Elatostema nemorosum
Elatostema nemorosum là loài thực vật có hoa trong họ Tầm ma. Loài này được Seem. mô tả khoa học đầu tiên năm 1868.